# Eurybia conspicua
Eurybia conspicua е вид растение от семейство Сложноцветни (Asteraceae). Видът е незастрашен от изчезване.

## Разпространение
Eurybia conspicua е разпространен в западните части на Канада (от Манитоба до Британска Колумбия) и САЩ (Вашингтон, Орегон, Айдахо, Монтана, Уайоминг и Южна Дакота).